# 愛想
| ウィキペディアには「愛想」という見出しの百科事典記事はありません（タイトルに「愛想」を含むページの一覧/「愛想」で始まるページの一覧）。 代わりにウィクショナリーのページ「愛想」が役に立つかもしれません。 |